# Uthi tin stora wrede
Uthi tin stora wrede är en psalm baserad på den sjätte av Konung Davids Psalmer och den första av de så kallade botpsalmerna. Texten är översatt av Carl Carlsson Gyllenhielm från tyska "In deinen Zorn" av Ambrosius Lobwasser. Psalmtexten är "af D. Swedberg merkeligen förbettrad."

## Publicerad som
- 1695 års psalmbok som nr 26 under rubriken "Konung Davids Psalmer". Finns på Wikisource.